# Henry Ehrenreich
Henry Ehrenreich (geboren als Helmut Ehrenreich 11. Mai 1928 in Frankfurt am Main; gestorben 20. Januar 2008 in Belmont, Massachusetts) war ein US-amerikanischer Physiker.

## Leben
Helmut Ehrenreich war ein Sohn des Nathan Ehrenreich (1893–1966) und der Frieda Rosenstein. Sein Vater war Komponist, Chorleiter der während der Novemberpogrome 1938 niedergebrannten Börneplatzsynagoge und künstlerischer Leiter des Jüdischen Kulturbundes in Frankfurt. Die Familie floh 1939 vor der nationalsozialistischen Judenverfolgung in die USA. Henry Ehrenreich, wie er sich dann nannte, studierte ab 1950 an der Columbia University und der Cornell University und wurde 1955 auf dem neuen Gebiet der Halbleiterphysik mit der Dissertation Scattering of Holes by Phonons in Germanium bei Albert Overhauser promoviert. Er heiratete 1953 Tema P. Hasnas, sie hatten drei Kinder.  
Ehrenreich arbeitete acht Jahre lang im General Electric Research Laboratory in Schenectady, N.Y. Im Jahr 1963 erhielt er eine Professur in der Harvard Division of Engineering and Applied Sciences. Er nahm Gastprofessuren an der Brandeis University, 1969 an der Sorbonne und 1976 an der University of Pennsylvania wahr. Er arbeitete seit 1972 auch für die Defense Advanced Research Projects Agency (DARPA) des Department of Defense und beriet ab 1980 das Department of Energy in Fragen der Photovoltaik. 
Ehrenreich war Fellow der American Association for the Advancement of Science, der American Academy of Arts and Sciences und in der American Physical Society 1969 Vorsitzender der Kommission für Festkörperphysik und 1977 bis 1981 Vorsitzender der Kommission für Solarenergie. 
Er ließ sich für ein Jahr beurlauben und arbeitete bei der Regierung im Office of Science and Technology Policy.
Ehrenreich war alleiniger Herausgeber oder zusammen mit Frederick Seitz und David Turnbull Mitherausgeber von mehr als dreißig Jahrbüchern von „Solid State Physics“. Er war mehr als zehn Jahre lang Mitglied des Ausschusses für Festkörperphysik der Internationalen Union für Reine und Angewandte Physik.
Ehrenreich engagierte sich an der Harvard University außerhalb seines Fachgebiets als erster Ombudsmann seiner Universität.

## Schriften
- Herausgeber und Beitragender in Solid State Physics
- Zeitschriftenbeiträge, Konferenzbeiträge